# Falling Angel
Falling Angel (no Brasil, Coração Satânico; em Portugal, Angel Heart - Nas Portas do Inferno) é um romance de terror de 1978 do escritor americano William Hjortsberg. Escrito em um estilo policial duro com temas sobrenaturais, foi adaptado para o filme Angel Heart de 1987.

## Plano de fundo
Falling Angel teve uma recepção moderada em capa dura em 1978, mas ganhou um público muito maior no ano seguinte com seu lançamento em brochura. Foi seguido por Angel's Inferno, publicado postumamente em 2020, em que Harry Angel tenta dar sentido ao seu passado e rastrear seu maior inimigo.

## Enredo
O investigador particular Herald "Harry" R. Angel é designado pelo misterioso Louis Cyphre para encontrar Johnny Favorite (um famoso cantor da Segunda Guerra Mundial), vivo ou morto, uma vez que um contrato entre os dois desencadearia, em caso de morte de Favorite, o direito de Cyphre de resgatar uma garantia nele contida. O detetive começa suas investigações em uma clínica onde Favorite foi hospitalizado devido a ferimentos graves sofridos durante a guerra em 1943. Na clínica, Angel descobre que alguém adulterou seus registros. O Dr. Albert Fowler foi pago para falsificar o prontuário de Favorite, e o paciente foi levado da clínica, com o rosto enfaixado para uma extensa cirurgia plástica, por um certo Edward Kelly e uma jovem no mesmo ano de 1943. Após o misterioso assassinato de Fowler, Angel, temendo ser suspeito do assassinato, corre de volta para Nova York. No dia seguinte, ao encontrar Cyphre em um bar, o detetive avisa ao misterioso cliente que não quer mais continuar a investigação, mas Cyphre o convence a continuar sua pesquisa. Graças a um amigo jornalista, Angel descobre muitos detalhes da vida de Favorite, incluindo um relacionamento com a vidente Margaret Krusemark, também conhecida como Madame Zora, filha de Ethan Krusemark, um dos armadores mais ricos da Louisiana. Ele viaja para Nova Orleans e marca um encontro com a cartomante, fingindo estar interessado em seu horóscopo. Depois de confessar sua verdadeira identidade à mulher, ela o convida a ir embora, revelando que não ouve nada sobre Favorite desde 1943. As investigações de Angel então se voltam para Evangeline Proudfoot, uma praticante de vodu e magia negra, que supostamente era o "amor secreto" do cantor, mas o levam até Epiphany, uma mãe solteira de dezessete anos, filha da falecida Evangeline. A garota nega ter ouvido falar de Favorite e não dá mais informações a Angel. Uma outra pista leva Angel a um clube onde Toots Sweet, um velho cantor de blues e amigo de Favorite antes e durante a guerra, se apresenta. Indo contra a reticência da cantora, após uma discussão acalorada, Angel é expulso da boate, mas, insatisfeito, persegue Sweet e presencia, em campo aberto, um sangrento ritual de vodu, do qual Epiphany também participa, junto com Toots. De volta a casa, Sweet é atacado por Angel e confessa a ele que a menina, assim como sua mãe, também é uma Mambo. Na manhã seguinte, dois policiais locais invadiram o quarto de motel de Angel, informando-o sobre o assassinato horrível de Sweet e exigindo uma explicação sobre o relacionamento deles.
Cada vez mais inquieto, assombrado por objetos recorrentes, sonhos e visões cada vez mais claras, Angel decide voltar para visitar Margaret, mas encontra o corpo da mulher no chão, em seu apartamento, em uma poça de sangue, com o coração arrancado do peito. Quando ele voltou ao motel, encontrou Epiphany esperando por ele, que havia confessado que era filha biológica de Favorite.
Agora que entendeu que o misterioso Edward Kelly e a garota que o acompanhava eram ninguém menos que Ethan e Margaret Krusemark, e assombrado por pressentimentos sombrios que cada vez mais tomam a forma de uma consciência atroz, Angel decide encontrar Krusemark. Angel encontra Krusemark participando de uma missa negra. Terminado este último, é revelado a Angel que Favorite, extraordinariamente hábil nas artes mágicas, havia vendido sua alma a Satanás em troca de sucesso e que, querendo posteriormente escapar daquele acordo, havia praticado um ritual obscuro que lhe teria permitido tomar posse da alma de outra pessoa, nascida no mesmo dia que ele (14 de fevereiro de 1918), e então, mais tarde, assumir sua identidade. Com a ajuda de Toots e Margaret, ele sequestrou um soldado de licença, em 31 de dezembro de 1942, durante uma celebração de Ano Novo na Times Square, e devorou seu coração ainda batendo; seu alistamento subsequente e o acidente na guerra, privando-o de sua memória, interromperam a implementação de seu plano. Somente Favorite sabia a identidade do soldado, cuja etiqueta de identificação estava selada em um jarro na casa de Margaret, assim como ninguém sabia da aparência atual de Favorite, abandonado pelos Krusemarks na Times Square, com o rosto enfaixado e em estado de amnésia. Krusemark é atropelado por um trem, o que o impossibilita de confessar. Angel, chocado com o rastro de morte que o segue e com a série de pistas que agora parecem aludir a uma única verdade inaceitável, corre loucamente para a casa de Margaret, onde encontra a placa de identificação do soldado, um certo Harold Angel, nascido em 14 de fevereiro de 1918. Na sala de estar, Louis Cyphre aparece, revelando-se como Lúcifer, lembra-o da dívida que ele tem que pagar e tira sua etiqueta de identificação e sua arma. Ao retornar ao motel, ele encontra a polícia examinando o corpo de sua filha, Epiphany, com a etiqueta de identificação de Angel pendurada no pescoço e a arma dele em sua vagina.
Após essa descoberta, ele entende que a cadeira elétrica e o elevador que o levará ao abismo eterno o aguardam.

## Recepção
O romance foi recebido com entusiasmo na publicação. Rafe McGregor descreve Falling Angel como "detecção ocultista exemplar". Stephen King é citado como tendo-o descrito: "como se Raymond Chandler tivesse escrito The Exorcist".

## Adaptações
O livro foi adaptado para um filme de suspense e mistério de 1987 intitulado Angel Heart, estrelado por Mickey Rourke, Robert De Niro, e Lisa Bonet. Também foi adaptado para uma ópera por J. Mark Scearce com libreto de Lucy Thurber. Intitulado Falling Angel, estreou no Brevard Music Center em 30 de junho de 2016, depois de ter sido inicialmente encomendada pelo Center for Contemporary Opera em Nova York. O romance foi publicado em versão resumida na revista Playboy em 1978, vencedor do Prêmio Editorial Playboy de Melhor Obra Importante.

## Sequela
Uma sequência, Angel's Inferno, foi publicada postumamente em 2020.